# Nurses' Health Study
 (mai 2023).
La mise en forme du texte ne suit pas les recommandations de Wikipédia : il faut le « wikifier ».
Les points d'amélioration suivants sont les cas les plus fréquents. Le détail des points à revoir est peut-être précisé sur la page de discussion.
- Les titres sont pré-formatés par le logiciel. Ils ne sont ni en capitales, ni en gras.
- Le texte ne doit pas être écrit en capitales (les noms de famille non plus), ni en gras, ni en italique, ni en « petit »…
- Le gras n'est utilisé que pour surligner le titre de l'article dans l'introduction, une seule fois.
- L'italique est rarement utilisé : mots en langue étrangère, titres d'œuvres, noms de bateaux, etc.
- Les citations ne sont pas en italique mais en corps de texte normal. Elles sont entourées par des guillemets français : « et ».
- Les listes à puces sont à éviter, des paragraphes rédigés étant largement préférés. Les tableaux sont à réserver à la présentation de données structurées (résultats, etc.).
- Les appels de note de bas de page (petits chiffres en exposant, introduits par l'outil «  Source ») sont à placer entre la fin de phrase et le point final[comme ça].
- Les liens internes (vers d'autres articles de Wikipédia) sont à choisir avec parcimonie. Créez des liens vers des articles approfondissant le sujet. Les termes génériques sans rapport avec le sujet sont à éviter, ainsi que les répétitions de liens vers un même terme.
- Les liens externes sont à placer uniquement dans une section « Liens externes », à la fin de l'article. Ces liens sont à choisir avec parcimonie suivant les règles définies. Si un lien sert de source à l'article, son insertion dans le texte est à faire par les notes de bas de page.
- La présentation des références doit suivre les conventions bibliographiques. Il est recommandé d'utiliser les modèles {{Ouvrage}}, {{Chapitre}}, {{Article}}, {{Lien web}} et/ou {{Bibliographie}}. Le mode d'édition visuel peut mettre en forme automatiquement les références.
- Insérer une infobox (cadre d'informations à droite) n'est pas obligatoire pour parachever la mise en page.

Pour une aide détaillée, merci de consulter Aide:Wikification.
Si vous pensez que ces points ont été résolus, vous pouvez retirer ce bandeau et améliorer la mise en forme d'un autre article.
 (mai 2024).
La Nurses' Health Study, en français « étude sur la santé des infirmières », est une série d'études épidémiologiques  de type prospectives  dite de cohorte qui examinent  les effets à long terme de la nutrition, des hormones, de l'environnement et de la vie professionnelle des infirmières sur la santé et le développement des maladies,.
L'étude compte parmi la plus vaste enquête sur les principaux facteurs de risque des maladies chroniques jamais réalisées.
Les Nurses' Health study ont permis de tirer de nombreuses conclusions sur la santé et le bien-être, y compris la prévention du cancer, les maladies cardiovasculaires et le diabète de type 2.
Cette série d'études a inclus des cliniciens, des épidémiologistes et des statisticiens du Channing Laboratory (du Brigham and Women's Hospital), de la Harvard Medical School, de la Harvard School of Public Health et de plusieurs hôpitaux affiliés à Harvard, notamment le Brigham and Women's Hospital, le Dana-Farber Cancer Institute, Hôpital pour enfants de Boston et Centre médical Beth Israel Deaconess.

## Cohortes
| Study                   | Année | Responsable    | Nombre d'inscrit  |
| ----------------------- | ----- | -------------- | ----------------- |
| Nurses' Health Study    | 1976  | Frank Speizer  | 121,700           |
| Nurses' Health Study II | 1989  | Walter Willett | 116,430           |
| Nurses' Health Study 3  | 2010  | Jorge Chavarro | objectif: 100,000 |

La cohorte originale de la Nurses' Health Study a été créée en 1976 par Frank E. Speizer. Initialement, l'étude portait sur l'utilisation de contraceptifs, le tabagisme, le cancer et les maladies cardiovasculaires.
Le groupe de référence de 1976 comprenait des infirmières diplômées mariées âgées de 30 à 55 ans. Cette première étude à rassemblé environ 121 700 participants dans 11 des États américains les plus peuplés ( Californie, Connecticut, Floride, Maryland, Massachusetts, Michigan, New Jersey, New York, Ohio, Pennsylvanie et Texas ). L'enquête a ensuite été réalisé tous les deux ans. Au fil des ans, les directeurs de recherche ont été Frank Speizer, Graham Colditz, Sue Hankinson et Meir Stampfer.
Au fil du temps, l'étude s'est élargie. Plus particulièrement, un questionnaire diététique a été ajouté en 1980, car les chercheurs ont reconnu l'impact de l'alimentation et de la nutrition sur le développement des maladies chroniques.
Du sang, de l'urine, de la salive et d'autres types de prélèvements corporels ont été reçus et testés à partir de 1982. Les expérimentateurs ont suivi les rapports de morbidité à l'aide de l'indice national des décès. Lorsque cela était possible et autorisé, les diagnostics de cancer ont été examinés. Bien que les rapports d'autres maladies n'aient pas été suivis, les auto-déclarations ont été confirmées par les dossiers médicaux et par les médecins ignorant les réponses aux questions de l'étude.
La Nurses' Health Study II a été créée en 1989 par Walter Willett, qui en est le directeur de recherche depuis sa création. Initialement l'étude portait sur la santé des femmes, en particulier les effets indésirables à long terme des contraceptifs oraux. L'échantillonnage comprenait des femmes de 25 à 42 ans, employées comme infirmières, de 14 États américains. Les données recueillies comprenaient la marque de la pilule et la durée d'utilisation de celle-ci. Au fil du temps, l'étude s'est élargie pour inclure des informations sur les habitudes personnelles et les mesures sur la santé, telles que les pratiques d'exercices physiques et l'alimentation.
Entre les années 1996 et 1999, environ 30 000 infirmières se sont portées volontaires pour participer et fournir des échantillons de sang et d'urine à l'étude. Parmi ces femmes, 18 500 étaient pré-ménopausées, et fournissaient des échantillons à des moments précis du cycle menstruel. Ces données collectées ont permis aux chercheurs d'étudier comment les niveaux d'hormones influencent le risque de développer des maladies. Un deuxième ensemble de prélèvement a été réalisé sur 16 500 femmes du même groupe en 2010-2012, date à laquelle la plupart d'entre elles étaient ménopausées. Plus de 25 000 enfants de femmes de la cohorte Nurses' Health Study II ont participé à un autre étude de suivi de cohorte appelée Growing Up Today Study, ou GUTS, qui a suivi les sujets tout au long de leur vie afin d'obtenir une deuxième génération de données.
L'étude sur la santé des infirmières 3 (NH3) a été élaborée en 2010 par les Drs. Jorge Chavarro, Walter Willett, Janet Rich-Edwards et Stacey Missmer. L'étude comprend des chercheurs de la Channing Division of Network Medicine du Brigham and Women's Hospital, de la Harvard Medical School et de la Harvard TH Chan School of Public Health. La population initiale comprenait des femmes américaines âgées de 19 à 49 ans et s'est élargie pour inclure des citoyens canadien. La principale différence avec les autres études est que la NH3 inclut des participants des sexes masculin et féminin depuis 2015. Jorge Chavarro est le directeur de recherche de la NH3 depuis sa création en 2010.

## Principaux résultats
Les études ont conclue à de nombreuses corrélations, c'est-à-dire des relations statistiques significatives, causales ou non, entre des facteurs environnementaux et des risques de problèmes de santé. Voici quelqu'un de ces résultats :

### Tabagisme
corrélé à une probabilité plus élevée de maladies cardiovasculaires (MCV), de cancer colorectal et pancréatique, de psoriasis, de sclérose en plaques, de diabète de type 2, et de maladies oculaires.

### Acide Gras trans
La consommation d'acide gras trans ou graisses issues de procédés industrielle est corrélé au risque de développer des maladies cardiovasculaires (MCV).
Cette conclusion a été initialement reçue avec scepticisme, mais elle a finalement conduit à l'ajout de la mention Acide gras trans (trans fat) aux étiquettes d'emballages alimentaires américaines en 2003 et à l'étiquetage des huiles partiellement hydrogénées comme n'étant pas reconnues comme sûres pour la santé ( ou GRAS en anglais pour generrally not recognized as safe) par la Food and drug administration (FDA).

### Obésité
corrélée à une probabilité plus élevée de maladies cardiovasculaires (MCV), cancer du sein, cancer du pancréas, psoriasis, sclérose en plaques, calculs biliaires, diabète de type 2, et les maladies oculaires.

### Thérapie hormonalepost-ménopausique
corrélée à une plus faible probabilité de développer des maladies cardiovasculaires (MCV). Les hormones combinées (progestérone et œstrogène) sont par contre associées à un risque plus élevé de cancer du sein,.

### Contraceptifs oraux
corrélés à une moindre probabilité de développé des cancer de l'ovaire. Aucun effet statistiquement significatif des contraceptifs oraux n'a été observé en ce qui concerne le risque de cancer du sein. L'utilisation actuelle ou passée n'était pas significativement corrélée avec les MCV.

### Activité physique
corrélé à une plus grande probabilité de survie au cancer du sein. L'activité physique est corrélée à une diminution du risque de maladie cardiovasculaire (MCV) et de diabète de type 2.

### Consommation defruits secs
Corrélé avec une diminution d'occurrence de maladie coronarienne

### Autres conclusions
De nombreuses relations et facteurs ont été examinés durant cette série d'études et continue de l'être encore actuellement. D'autres facteurs n'ont pas été détaillé ici, par exemple l'alimentation, la consommation de café et le sommeil. De nombreuses publications diverses découvertes ont été produites à la suite.

## Histoire

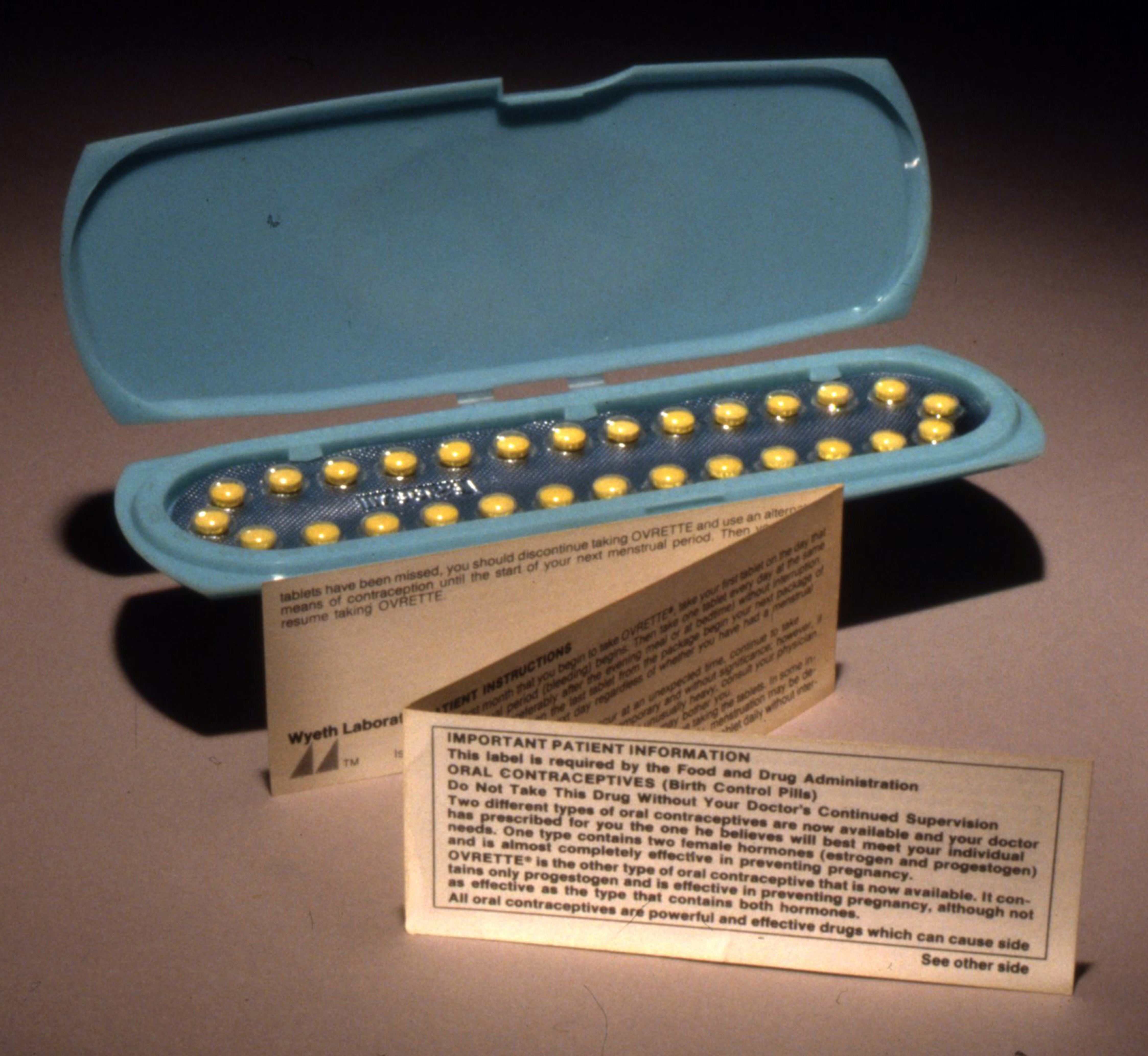
Contraceptifs oraux utilisés aux États-Unis dans les années 1970

La population des EtatsUnis et du Royaume-Uni a commencé à utiliser des contraceptifs oraux dans les années 1960.Dès 1966 des cas de femmes développant des maladies cardiovasculaires en lien avec la prise de ces contraceptifs ont été signalés.
Face à ce premier constat, les docteurs Frank Speizer et Martin Vessey ont cherché à comprendre les effets de l'utilisation à long terme des contraceptifs oraux sur la santé des femmes. Après avoir reçu un financement de l'Institut national du cancer en 1974, l'étude a  initialement ciblée les épouses de médecins.
Lorsqu'il a été découvert qu'en raison du manque de connaissances médicales des participantes, les réponses n'était pas de qualité, l'étude s'est concentrée sur les infirmières. Les études ne se sont pas contenté de rester uniquement sur les contraceptifs oraux, mais se sont élargies pour étudier des facteurs tels que le tabagisme, l'alimentation et l'exercice.
Ces habitudes personnelles ont démontré des relations avec la santé, tels que le risque de développer une maladie chronique. Parce que les infirmières ont continué à transmettre leurs réponses au fil du temps, la NHS a été la première étude de cohorte d'une si grande ampleur à suivre une population sur un lapse de temps aussi long.
L'étude s'est poursuivie en 2018 et, à partir de 2016, elle a été financée presque entièrement par le gouvernement fédéral Américain (90%).

## Impact
L'ensemble des conclusions établies par cette série d'études ont approfondi la compréhension de la santé et particulièrement celle des femmes.
Différents organismes ont réalisé des communications à partir des résultats et des politiques public ont également été menés aux États-Unis.
Les communications publiques du Surgeon General des États-Unis, de l'Organisation mondiale de la santé et du Fonds mondial de recherche sur le cancer ont découlé des conclusions de l'étude sur la santé des infirmières.
Des politiques telles que les directives d'activité physique de 2008 pour les Américains et les directives diététiques de la Food and Drug Administration concernant les gras trans sont liées aux résultats de ces études. Les études publié grâce au NHS ont à ce jour conduit à la publication de centaines d'articles évalués par des pairs dans les différentes revues de médecine.
Des personnalités influentes de la Nurses' Health Study ont publié des livres contenant des conseils pour les femmes sur la base de leurs conclusions. Par exemple, le livre "Healthy Women and Healthy Lives"(non traduit) a été écrit par Hankson, Colditz, Manson et Speizer pour diffuser les résultats de l'étude. Cet ouvrage fait des suggestions explicites pour un mode de vie sain basé sur les conclusions des études.

## Réaction du public
Les conclusions amenées par ces études ont été partagées dans les médias populaires américain par de nombreuses sources.
Le terme «Nurse health study» a été énoncé dans plus de trois cents articles du New York Times et du Washington Post seuls. Ces articles discutaient des résultats de l'étude, comme celui intitulé Women, Alcohol and the Search for Certainty. Publié dès 1988, cet article du Washington Post discutait de l'effet de l'étude sur la santé des infirmières sur la relation entre les femmes et l'alcool, citant ce dernier comme un facteur de risque de maladies cardiovasculaires et d'accidents vasculaires cérébraux. Les organes de presse ont également décrit les implications plus générales de l'étude, comme un article intitulé "Il n'est jamais trop tard pour être en bonne santé", Studies Show. L'article de 2004 traite de la recherche de l'étude et de la compréhension qui en résulte de la santé générale des populations âgées.
Dans l'article du New York Times In Nurses' Lives, a Treasure Trove of Health Data, les infirmières elles-mêmes ont été citées comme changeant leurs habitudes quotidiennes et considérant leurs choix à la suite de leur participation. De cette façon, les conclusions et l'ampleur de l'étude sur la santé des infirmières ont atteint le public tout au long de son histoire.

## Limites et controverse
L'étude sur la santé des infirmières 1 contenait des populations représentant les infirmières de l'époque, mais ne reflétait pas une grande diversité. Les participants avaient un revenu légèrement supérieur à la moyenne de l'époque et une majorité étaient blancs (97%). En 2012, cependant, les participants issus des minorités étaient de plus en plus recherchés. Les responsables de l'expérience en ont fait une priorité en envoyant des informations supplémentaires sur l'étude à d'éventuels sujets vivant dans des zones de grande diversité.
En 2015, les hommes ont été acceptés dans l'étude. Cela a été causé par une augmentation du nombre d'hommes dans la profession infirmière.
La NHS a fait l'objet d'une controverse sur la base de ses recommandations. L'étude publié en 1985 concluant que la prise d'œstrogènes dans le cadre d'une thérapie de remplacement hormonal entraînerait une forte diminution du risque de maladie cardiaque (un tiers du risque de ceux qui ne prenaient pas de suppléments). Cependant, la Framingham Heart Study a trouvé le résultat opposé.
Cette controverse a provoqué un suivi de 10 ans par la NHS qui a de nouveau conclu que les risques de MCV étaient plus faibles dans les échantillons prenant actuellement des hormones.
Cependant, d'autres études telles que l'étude sur le remplacement du cœur et des œstrogènes-progestatifs ont révélé que les comprimés d'œstrogènes augmentent en fait le risque de maladie cardiaque. Il s'agissait d'un essai en double aveugle suivi d'un groupe expérimental de femmes ayant reçu des pilules de thérapie de remplacement et d'un groupe témoin suivant la même procédure avec des placebos. Les résultats de l'étude ont montré une relation directe entre le traitement et le risque de maladie cardiaque, par opposition aux conclusions précédemment énoncés. Cette constatation s'opposait largement à la conclusion publiée de l'étude dans les NHS.